# آداسا
آداسا (انگلیسی: Adassa) خواننده رگیتون و صداپیشه آمریکایی است. وی بیشتر به خاطر صداپیشگی در نقش دولوریس مادریگال در انیمیشن افسون شهرت دارد.

## زندگی اولیه
آداسا در میامی، فلوریدا به دنیا آمد و در سنت کروکس، جزایر ویرجین، توسط والدین آفریقایی-کلمبیایی خود بزرگ شد.

## شغل
او اولین بازیگری خود را در انیمیشن سینمایی دیزنی افسون با صداپیشگی دولوریس مادریگال انجام داد. 